# Sites mégalithiques de la Corse

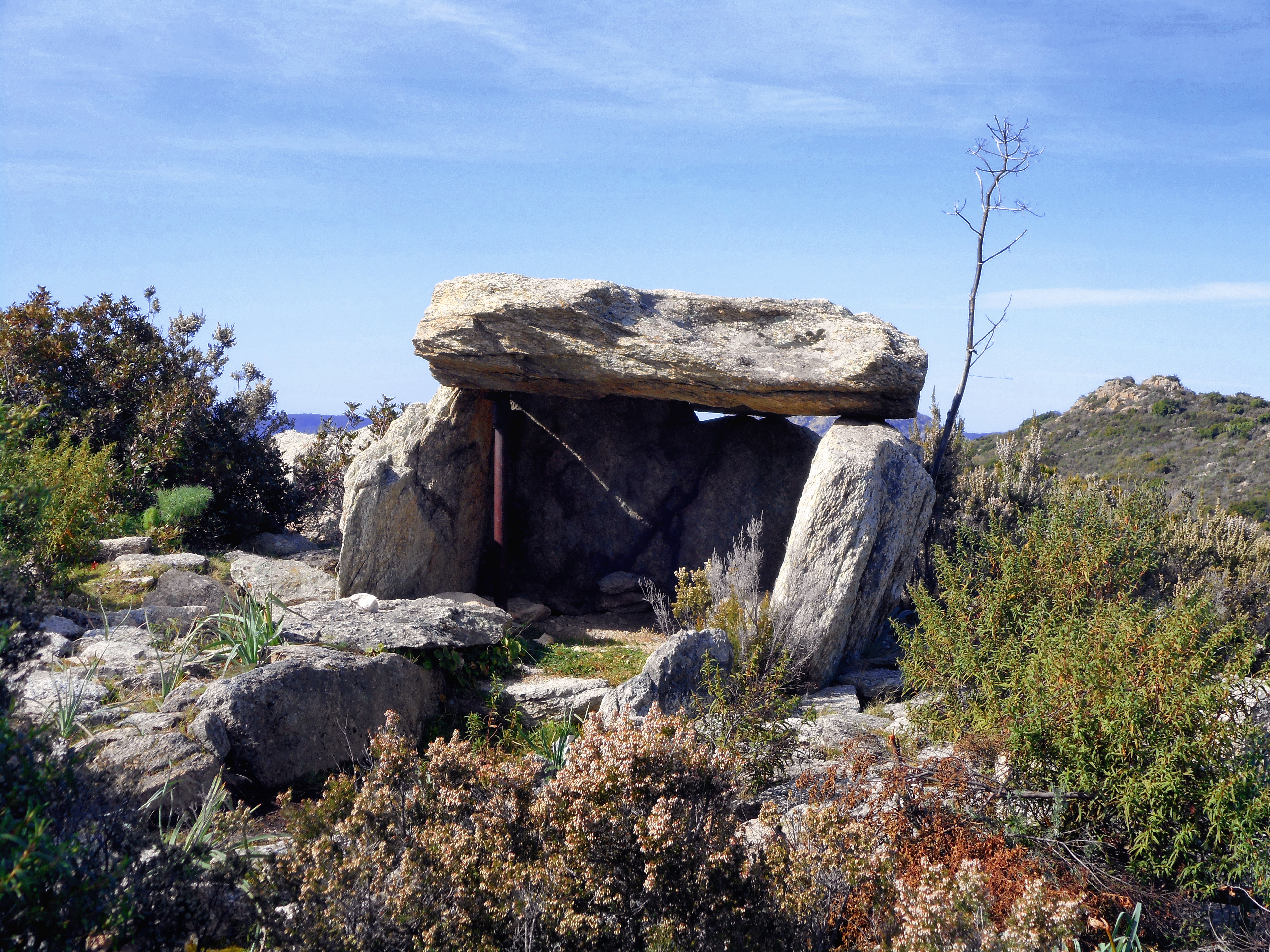
Dolmen dit La Casa di l'Orcu - Monte Revincu.

Les sites mégalithiques de la Corse (coffres, dolmens, menhirs et statues-menhirs) résultent d'une genèse locale et d'influences extérieures. Le mégalithisme insulaire apparaît à la fin du Néolithique et perdure jusqu'au début de l'âge du Bronze. Il se développe en lien avec l'agropastoralisme et ses sites d'implantation sont toujours des lieux topographiques symboliques. Dans son stade ultime, représenté par les statues-menhirs du groupe corse, il se caractérise par une très grande originalité stylistique.

## Généralités
| \| Ajaccio Bastia Sartène \| Répartition géographique des sites. · : dolmen - : menhir et statue-menhir - : autre site mégalithique |
| Ajaccio Bastia Sartène |

### Typologie
Les dolmens sont localement appelés « stazzone » (forges) ou « tole » (tables). Hormis quelques exceptions, ils ont beaucoup souffert des pillages et de leur réutilisation comme abris ou bergeries, un tiers de ceux recensés au début du XXe siècle par Louis Gireaux sont désormais disparus et parmi ceux qui demeurent seuls la moitié ont conservé leur table de couverture. La chambre, de forme rectangulaire, est délimitée par quelques orthostates, et recouverte généralement d'une seule dalle. Ce sont des dolmens aux dimensions modestes, de forme rectangulaire. Le plus souvent, ils sont constitués d'orthostates rectangulaires finement ouvragés (épaisseur quasi constante, surfaces régularisées). Quelques uns (Tola di U Turmentu, Tremeca, Paomia I) comportent des dalles grossières, épaisses et irrégulières mais les tables de couverture sont quant à elles toujours soignées. La chambre ouvre généralement au sud-est par une échancrure en carré, aménagée dans un angle de la dalle de façade. La superficie des chambres est comprise entre 3 m2 et 6 m2,. Au Monte Revincu, quelques dolmens disposent d'un couloir court et sont enserrés dans un tumulus en parement. Quelques monuments hybrides  (Ciutulaghja, Vasculaghju) sont selon les auteurs tantôt classés comme dolmen, tantôt comme coffre. Les quelques monuments mégalithiques allongés, qui auraient pu s'apparenter à des allées couvertes, n'ont pas été retrouvés depuis leur signalement par L. Gireaux au début du XXe siècle.
Les coffres mégalithiques, appelés localement « bancali », sont des caveaux de forme quadrangulaire, parfois inclus dans un tumulus plus ou moins soigné, dans la plupart des cas ils ont été retrouvés sans couverture,. Ils sont de plusieurs types et correspondent à des périodes distinctes attestant d'une longue durée d'utilisation de ce type de sépultures sur au moins deux millénaires : des caissons lithiques rectangulaires d'environ 1 m2 sans tumulus attribués au Néolithique final ou à la période protohistorique, des coffres un peu plus grands (moins de 2 m2) inclus dans des tumulus datés de l'âge du Bronze, des coffres encore plus grands (plus de 2 m2) avec tumulus parementé et enfin une forme particulière dite « coffres sous abris » visibles dans la basse vallée du Taravao et le Sartenais.
Les menhirs sont nommés « stantari » (singulier « stantara ») ou plus rarement « monaci » (moines). Leur taille varie de 0,80 à 2,50 m, exceptionnellement ils peuvent atteindre jusqu'à 4 m, comme à Palaggiu. Généralement, ce ne sont que de simples blocs bruts redressés mais quelques uns ont fait l'objet d'un travail soigné de régularisation des surfaces (au moins une),. Ils sont généralement inclus dans des alignements ou dressés près d'une tombe. Les menhirs esseulés sont rares, cet isolement correspond généralement aux vestiges d'un ancien alignement. Leur forme élancée, presque phallique, annonce déjà les menhirs-stèles (menhirs anthropomorphes sans tête) et les statues-menhirs. Menhirs et statues-menhirs ont la plupart du temps été sculptés dans du granite. 
Le style des statues-menhirs corses est très homogène au niveau du visage (bloc nez-sourcils en relief, bouche ouverte en creux) et au niveau du dos (omoplates en relief, colonne vertébrale en creux). Les autres motifs anatomiques sont rares (bras, mains) voire jamais représentés (jambes). Elles sont localement appelées « paladini » quand elles portent une arme (épée, poignard). De taille égale ou légèrement supérieure à la taille humaine, elles sont singulières et expriment une individualité tout en respectant un code iconographique général. Elles caractérisent le « stade ultime du mégalithisme insulaire »,.
Les alignements mégalithiques, associant menhirs, menhirs anthropomorphes et statues-menhirs constituent une réelle originalité du mégalithisme corse. Appelés localement « filarate », ils ont été érigés soit près d'une voie de passage, d'un col ou d'un carrefour de voies, soit dans des terres basses et humides,.
Les enceintes mégalithiques, appelées localement « circuli »  ou « tonduli », de forme circulaire ou elliptique, sont de deux types : des cercles avec un repère central (monolithe) attribuables au Néolithique et des cercles simples attribuables à la Protohistoire. Elles sont souvent associées avec des mégalithes à usage funéraire mais leur interprétation demeure énigmatique,.
La grande majorité des sites associe au moins deux types de monuments et plusieurs combinaisons sont connues : menhirs et statues-menhirs, coffre et dolmen, coffre et enceinte de pierre, coffre et menhir... Ces associations ne sont pas forcément synchrones car les sites mégalithiques corses ont été fréquentés sur une longue durée. Le réemploi, la reconstruction ou le réaménagement traduisent l'attrait pour des zones géographiques bien précises avec une connotation symbolique ou un intérêt agropastoral.

### Répartition géographique
Les mégalithes sont pratiquement présents sur tout le territoire de l'île, hormis en haute montagne et dans la région de Bonifacio mais trois zones de concentration, disposant toutes d'une vaste façade maritime, se dégagent très nettement : au nord, dans le Nebbio et le massif des Agriates, au sud, dans la région de Sartène (vallée du Taravo) et dans l'Alta Rocca. Cette répartition correspond directement aux zones agropastorales les plus favorables de l'île. Les sites d'implantation sont toujours des lieux topographiques symboliques (sources, gués, cols, carrefours de passage) en lien avec un maillage du territoire.

### Datation
« La Corse apparaît comme un foyer précoce du mégalithisme en méditerranée occidentale dans le courant du Ve millénaire av. J.-C. ». Le mégalithisme corse (coffres, dolmens, menhirs et statues-menhirs) résulte d'une genèse locale et d'influences extérieures. Il connaît son plein développement à la fin du Néolithique et au début de l'âge du Bronze.

### Folklore
La tradition populaire corse assimile les mégalithes à des œuvres maléfiques ou païennes. En Corse-du-Sud, les dolmens sont appelés tola di u peccatu (« table du péché »), tola di u turmentu (« table des tortures »), ou stazzona di u Diavolu (« forge du Diable ») et les menhirs sont parfois dénommés idoli dei Mori (« idole des Maures », synonyme de païens et d'ennemis). Le terme stantara évoque directement la pétrification par la colère divine des personnes ayant transgressé la morale chrétienne. Les alignements sont identifiés à des cimiteri d'i Turchi ou d'i Mori (« cimetières des Turcs ou des Maures »). Les filitare sont des campu guardatu (« champs interdits »), impropres aux cultures et dangereux car fréquentés par des spectres. En Haute-Corse, les dolmens sont habités par l'ogre (casa di l'Orcu) ou son épouse l'ogresse (casa di l'Orca). Les menhirs sont parfois assimilées à des vierges martyres (Pinzu a Virgine). Les statues-menhirs sont les seuls mégalithes jouissant d'une réputation favorable, ce sont des paladini, héros protecteurs de l'île contre l'envahisseur sarrasin.

## Inventaire
Dans ses Notes d'un voyage en Corse, publiées 1840, Prosper Mérimée décrit les principaux sites mégalithiques alors connus en Corse, principalement ceux situés dans le sud-ouest de l'île (dolmen de Fontanaccia, menhirs du Rizzanese,stantara d'Apricciani). Adrien de Mortillet fut missionné pour recenser les mégalithes de la Corse et il en publie le premier inventaire en 1893, étude complétée de dessins précis et de photographies, unique témoignage de plusieurs monuments désormais détruits. Fin XIXe siècle, Étienne Michon fait connaître l'alignement de Palaghju et au début du XXe siècle, Louis Giraux décrit quelques monuments de la région de Sartène (Capo-di-Luogo, Campio-Maggiore, Petra Pinzuta) . En 1932-1933, l'étruscologue Giulio Giglioli établit un rapprochement entre les mégalithes corses et ceux d'Italie. Entre 1955 et 1975, Roger Grosjean et son équipe effectuent des recherches sur toute l'île et découvrent, identifient et restaurent plusieurs menhirs et statues-menhirs. Grosjean développe sa thèse sur la société protohistorique corse et ses travaux contribuent à la révélation auprès du grand public de l'art mégalithique corse.
La carte archéologique recense à ce jour 137 sites regroupant 855 constructions (40 coffres, 22 dolmens, 685 menhirs, 98 statues-menhirs et 10 enceintes de pierres),.
| Monument                               | Commune                        | Remarque                                                                      | Protection       | Coordonnées                                                               | Illustration                                         |
| -------------------------------------- | ------------------------------ | ----------------------------------------------------------------------------- | ---------------- | ------------------------------------------------------------------------- | ---------------------------------------------------- |
| Statue-menhir de Curnaghjola           | Albertacce                     |                                                                               |                  |                                                                           |                                                      |
| Dolmen de Ciutulaghja                  | Appietto                       |                                                                               |                  | 42° 00′ 42″ N, 8° 41′ 17″ E                                               |                                                      |
| Statue-menhir d'Appieto                | Appietto                       |                                                                               |                  |                                                                           |                                                      |
| Dolmen de Fuscinu                      | Arbellara                      |                                                                               | ruiné            |                                                                           |                                                      |
| Menhirs de Pinzu a Verghine            | Barrettali                     | menhir et statue-menhir                                                       |                  | 42° 52′ 48″ N, 9° 22′ 42″ E                                               |                                                      |
| Alignement de Vestoli                  | Belvédère-Campomoro            |                                                                               |                  |                                                                           |                                                      |
| A Tola                                 | Belvédère-Campomoro            | 2 sépultures mégalithiques autre nom Dolmens de Capo-di-Luogo                 |                  | 41° 37′ 22″ N, 8° 50′ 36″ E                                               | A Tola 1                                             |
| Coffre de Venturosu                    | Belvédère-Campomoro            |                                                                               |                  |                                                                           |                                                      |
| Menhir de Capo-di-Luogo                | Belvédère-Campomoro            |                                                                               | Classé MH (1862) | 41° 37′ 17″ N, 8° 50′ 33″ E                                               | Menhir de Capo-di-Luogo                              |
| Statues-menhirs de Capo di Locu        | Belvédère-Campomoro            | 2 statues-menhirs                                                             |                  |                                                                           |                                                      |
| Statues-menhirs de Venturoso           | Belvédère-Campomoro            |                                                                               |                  |                                                                           |                                                      |
| Coffres de Campu i Bonu                | Bisinchi                       | deux coffres,                                                                 |                  |                                                                           |                                                      |
| Statue-menhir de Luzzipeu,             | Calenzana                      |                                                                               |                  | dans la sacristie de l'église Santa-Restituta 42° 30′ 51″ N, 8° 51′ 55″ E | Statue-menhir de Luzzipeu                            |
| Statue-menhir de San Ghjuvani          | Calacuccia                     |                                                                               |                  |                                                                           |                                                      |
| Statue-menhir de Santa Maria           | Cambia                         | statue-menhir christianisée                                                   |                  | 42° 22′ 25″ N, 9° 17′ 25″ E                                               | Statue-menhir de Santa Maria                         |
| Dolmen de Caroube                      | Cargèse                        |                                                                               |                  |                                                                           |                                                      |
| Dolmen de Paomia,                      | Cargèse                        |                                                                               | ruiné            |                                                                           |                                                      |
| U Scumunicatu                          | Cargèse                        | statue-menhir découverte en 1993,                                             |                  | 42° 08′ 47″ N, 8° 37′ 36″ E                                               |                                                      |
| Dolmen de Tremeca                      | Casaglione                     | 2 dolmens                                                                     |                  | 42° 04′ 26″ N, 8° 46′ 52″ E                                               |                                                      |
| Sépulture mégalithique de Contra Maiò, | Casalabriva                    |                                                                               |                  | 41° 45′ 44″ N, 8° 55′ 27″ E                                               |                                                      |
| Statue-menhir de Castaldu              | Ciamannacce                    |                                                                               |                  | 41° 55′ 54″ N, 9° 08′ 03″ E                                               |                                                      |
| Statue-menhir de Renicciu,             | Coggia                         |                                                                               |                  |                                                                           |                                                      |
| Statue-menhir de San Ghjuvani          | Corte                          |                                                                               |                  |                                                                           |                                                      |
| Statue-menhir de Castagna              | Coti-Chiavari                  |                                                                               |                  |                                                                           |                                                      |
| Statue-menhir de Portigliolo           | Coti-Chiavari                  |                                                                               |                  |                                                                           |                                                      |
| Coffres de Vasculacciu                 | Figari                         | 6 coffres                                                                     |                  | 41° 32′ 51″ N, 9° 09′ 55″ E                                               |                                                      |
| Statue-menhir d'Urtacciu,              | Galeria                        |                                                                               |                  |                                                                           |                                                      |
| Dolmen de Bizzicu Rossu,               | Grossa                         | autre nom Dolmen de Vaccil-Vecchio                                            |                  |                                                                           | Dolmen de Bizzicu Rossu                              |
| La Piana                               | Grossa                         | chambre dolménique                                                            | ruinée           |                                                                           |                                                      |
| Menhir de Vaccil Vecchiu               | Grossa                         |                                                                               | Classé MH (1862) | 41° 35′ 37″ N, 8° 52′ 35″ E                                               | Menhir de Vaccil Vecchiu                             |
| E Culonne                              | Lama                           | statue-menhir autre nom Menhir de Lama                                        |                  |                                                                           |                                                      |
| Statue-menhir de Torre                 | Lecci                          |                                                                               |                  |                                                                           |                                                      |
| Coffre de Caleca                       | Levie                          |                                                                               |                  | 41° 42′ 33″ N, 9° 06′ 58″ E                                               |                                                      |
| Statue-menhir d'Aravina                | Levie                          |                                                                               |                  | conservée au musée de l'Alta Rocca 41° 42′ 14″ N, 9° 07′ 31″ E            | Statue-menhir d'Aravina                              |
| Statue-menhir de Capula                | Levie                          |                                                                               |                  | 41° 43′ 20″ N, 9° 07′ 57″ E                                               | Statue-menhir redressée devant le castellu di Capula |
| E Collule                              | Murato                         | statue-menhir                                                                 |                  |                                                                           |                                                      |
| Dolmen de Castiglione                  | Oletta                         |                                                                               |                  |                                                                           |                                                      |
| Fica alla Sarra                        | Olmeto                         | dolmen                                                                        |                  |                                                                           |                                                      |
| Alignement d'Albitretu                 | Olmeto                         | 1 menhir                                                                      |                  |                                                                           |                                                      |
| Mégalithes de Monte Barbatu            | Olmeto                         | menhirs, statues-menhirs et dolmen                                            |                  | 41° 43′ 01″ N, 8° 52′ 43″ E                                               |                                                      |
| Statues-menhirs de Micalona            | Olmeto                         | 2 statues-menhirs                                                             |                  |                                                                           |                                                      |
| Statues-menhirs de Santa Naria         | Olmeto                         | 2 statues-menhirs,                                                            |                  | 41° 41′ 57″ N, 8° 54′ 42″ E                                               |                                                      |
| Statues-menhirs de Scalsa Murta        | Olmeto                         | 2 statues-menhirs                                                             |                  | 1 déplacée à Filitosa                                                     |                                                      |
| U Nativu                               | Patrimonio                     | statue-menhir                                                                 |                  | déplacée 42° 41′ 54″ N, 9° 21′ 43″ E                                      | U Nativu                                             |
| Dolmen de Settiva,                     | Petreto-Bicchisano             |                                                                               |                  | 41° 46′ 53″ N, 8° 58′ 07″ E                                               |                                                      |
| Coffres de Pian di Natu                | Piève                          | 4 coffres                                                                     |                  |                                                                           |                                                      |
| Statues-menhirs de Piève               | Piève                          | Statue-menhir de Buccentone Statue-menhir de Murellu Statue-menhir de Murtola |                  | déplacées 42° 34′ 51″ N, 9° 17′ 16″ E                                     | Statues-menhirs de Piève                             |
| Statue-menhir de l'Inzecca             | Pietroso                       |                                                                               |                  | conservée au musée d'Aleria 42° 06′ 17″ N, 9° 30′ 40″ E                   |                                                      |
| U Cantonu                              | Pila-Canale                    | menhir et statue-menhir                                                       |                  | déplacés 41° 49′ 01″ N, 8° 54′ 26″ E                                      | U Cantonu                                            |
| Coffre de Palavese                     | Porto-Vecchio                  |                                                                               |                  |                                                                           |                                                      |
| Coffre de Sant'Antonaccio              | Porto-Vecchio                  |                                                                               |                  |                                                                           |                                                      |
| Coffres de Tivulaghju                  | Porto-Vecchio                  | 2 coffres mégalithiques                                                       |                  | 41° 34′ 18″ N, 9° 15′ 18″ E                                               |                                                      |
| Coffre d'E Laure                       | Rapale                         |                                                                               |                  |                                                                           |                                                      |
| Menhirs de Pacciunituli                | San-Gavino-di-Carbini et Zonza | 2 menhirs                                                                     |                  | 41° 43′ 28″ N, 9° 10′ 04″ E                                               |                                                      |
| U Zitellu                              | San-Gavino-di-Tenda            | statue-menhir                                                                 |                  |                                                                           |                                                      |
| Statue-menhir de Nuvalella,            | Santa-Lucia-di-Mercurio        |                                                                               |                  |                                                                           |                                                      |
| Coffre de Pedi Pilato                  | Santo-Pietro-di-Tenda          |                                                                               |                  |                                                                           |                                                      |
| Coffre de Pivanosa                     | Santo-Pietro-di-Tenda          |                                                                               |                  |                                                                           |                                                      |
| Coffre de Spizicciu                    | Santo-Pietro-di-Tenda          |                                                                               |                  |                                                                           |                                                      |
| Dolmen de Pardignuola                  | Santo-Pietro-di-Tenda          |                                                                               |                  |                                                                           |                                                      |
| Dolmens du Monte Revincu               | Santo-Pietro-di-Tenda          | coffres et dolmens                                                            | Classé MH (2018) | 42° 40′ 12″ N, 9° 15′ 30″ E                                               | Dolmen de la Casa di l'Urcu                          |
| Site mégalithique de Mamucci           | Santo-Pietro-di-Tenda          | cercles de pierre, tumulus Statues-menhirs de Capu Castincu                   |                  | 42° 38′ 56″ N, 9° 13′ 17″ E                                               |                                                      |
| Menhir de San Sistu                    | Sarrola-Carcopino              |                                                                               |                  | 42° 01′ 24″ N, 8° 47′ 36″ E                                               |                                                      |
| Alignement d'I Stantari                | Sartène                        |                                                                               | Classé MH (1975) | 41° 31′ 49″ N, 8° 55′ 18″ E                                               | I Stantari                                           |
| Alignement de Palaghju                 | Sartène                        | menhirs, statues-menhirs et coffres mégalithiques                             | Classé MH (1974) | 41° 33′ 25″ N, 8° 53′ 13″ E                                               | Palaghju                                             |
| Alignement de Rinaghju                 | Sartène                        |                                                                               | Classé MH (1975) | 41° 31′ 36″ N, 8° 55′ 17″ E                                               | Rinaghju                                             |
| Dolmen d'Arghjola,                     | Sartène                        |                                                                               |                  |                                                                           |                                                      |
| Dolmen de Cardiccia                    | Sartène                        | 3 coffres, 1 dolmen                                                           |                  | 41° 33′ 28″ N, 8° 56′ 27″ E                                               |                                                      |
| Dolmen de Fontanaccia                  | Sartène                        |                                                                               | Classé MH (1889) | 41° 31′ 46″ N, 8° 55′ 05″ E                                               | Dolmen de Fontanaccia                                |
| Dolmen de Sapara Ventosa-Manzavinu     | Sartène                        |                                                                               | ruiné            |                                                                           |                                                      |
| Dolmen de Tralicettu                   | Sartène                        |                                                                               | ruiné            |                                                                           |                                                      |
| U Frati è a Sora                       | Sartène                        | 2 menhirs                                                                     | Classé MH (1889) | 41° 38′ 48″ N, 8° 56′ 52″ E                                               | U Frate è a Sora                                     |
| Menhirs d'Apazzu                       | Sartène                        | menhirs, statues-menhirs et dolmen                                            |                  | 41° 32′ 46″ N, 8° 52′ 33″ E                                               |                                                      |
| Menhirs de la Bocca di a Pila          | Sartène                        | 2 menhirs, 1 statue-menhir,                                                   | menhirs disparus |                                                                           | Menhirs de la Bocca di a Pila                        |
| Menhirs de Campio-Maggiore             | Sartène                        | 2 menhirs                                                                     |                  |                                                                           |                                                      |
| Statue-menhir de Muntagnola            | Sartène                        |                                                                               |                  |                                                                           |                                                      |
| Statue-menhir de Petra Pinzuta,        | Sartène                        |                                                                               |                  |                                                                           |                                                      |
| Statue-menhir de Pozzone               | Sartène                        |                                                                               |                  |                                                                           |                                                      |
| Statue-menhir de Lesjola               | Serra-di-Ferro                 |                                                                               |                  |                                                                           |                                                      |
| Tola di u Turmentu                     | Serra-di-Ferro                 | dolmen,                                                                       |                  | 41° 44′ 18″ N, 8° 49′ 43″ E                                               |                                                      |
| U Paladinu                             | Serra-di-Ferro                 | statue-menhir,.                                                               |                  | 41° 43′ 53″ N, 8° 49′ 57″ E                                               |                                                      |
| Filitosa                               | Sollacaro                      | menhirs et statues-menhirs                                                    | Classé MH (1974) | 41° 44′ 53″ N, 8° 52′ 14″ E                                               | Filitosa                                             |
| Dolmen de Taravo,                      | Sollacaro                      | autre nom Stazzona del Diavolo                                                |                  |                                                                           |                                                      |
| Statue-menhir d'A Parata               | Sollacaro                      |                                                                               |                  |                                                                           |                                                      |
| Statue-menhir de Tramezzu              | Sollacaro                      |                                                                               |                  | déplacée à Serra-di-Ferro                                                 |                                                      |
| Dolmens de Monte Rotondu               | Sotta                          | 2 dolmens autre nom coffres de Pughjaredda                                    |                  | 41° 34′ 15″ N, 9° 11′ 57″ E 41° 34′ 13″ N, 9° 11′ 57″ E                   | Coffre de Pughjaredda sud                            |
| Nécropole de Vasculaghju               | Sotta                          | coffres, dolmens, menhirs                                                     |                  | 41° 32′ 51″ N, 9° 09′ 55″ E                                               |                                                      |
| Statue-menhir de Tavera                | Tavera                         |                                                                               | Classé MH (2011) | 42° 04′ 09″ N, 8° 59′ 12″ E                                               | Statue-menhir de Tavera                              |
| Stantara d'Apricciani                  | Vico                           | statue-menhir                                                                 | Classé MH (1840) | 42° 09′ 50″ N, 8° 47′ 16″ E                                               | Stantara d'Apricciani                                |
| Statue-menhir de Curnatoghiu           | Vico                           |                                                                               |                  | 42° 08′ 18″ N, 8° 42′ 21″ E                                               |                                                      |
| Statues-menhirs de Sagone              | Vico                           | 3 statues-menhirs,                                                            |                  | en réemploi 42° 07′ 06″ N, 8° 41′ 25″ E                                   |                                                      |
| Dolmen de Condutto                     | Viggianello                    |                                                                               | détruit          |                                                                           | Dolmen de Condutto                                   |
| Menhirs de Pacciunituli                | Zonza et San-Gavino-di-Carbini | 2 menhirs                                                                     |                  | 41° 43′ 28″ N, 9° 10′ 04″ E                                               |                                                      |
| Statue-menhir de Valle,                | Zonza                          |                                                                               |                  |                                                                           |                                                      |